# James Wade (Basketballtrainer)

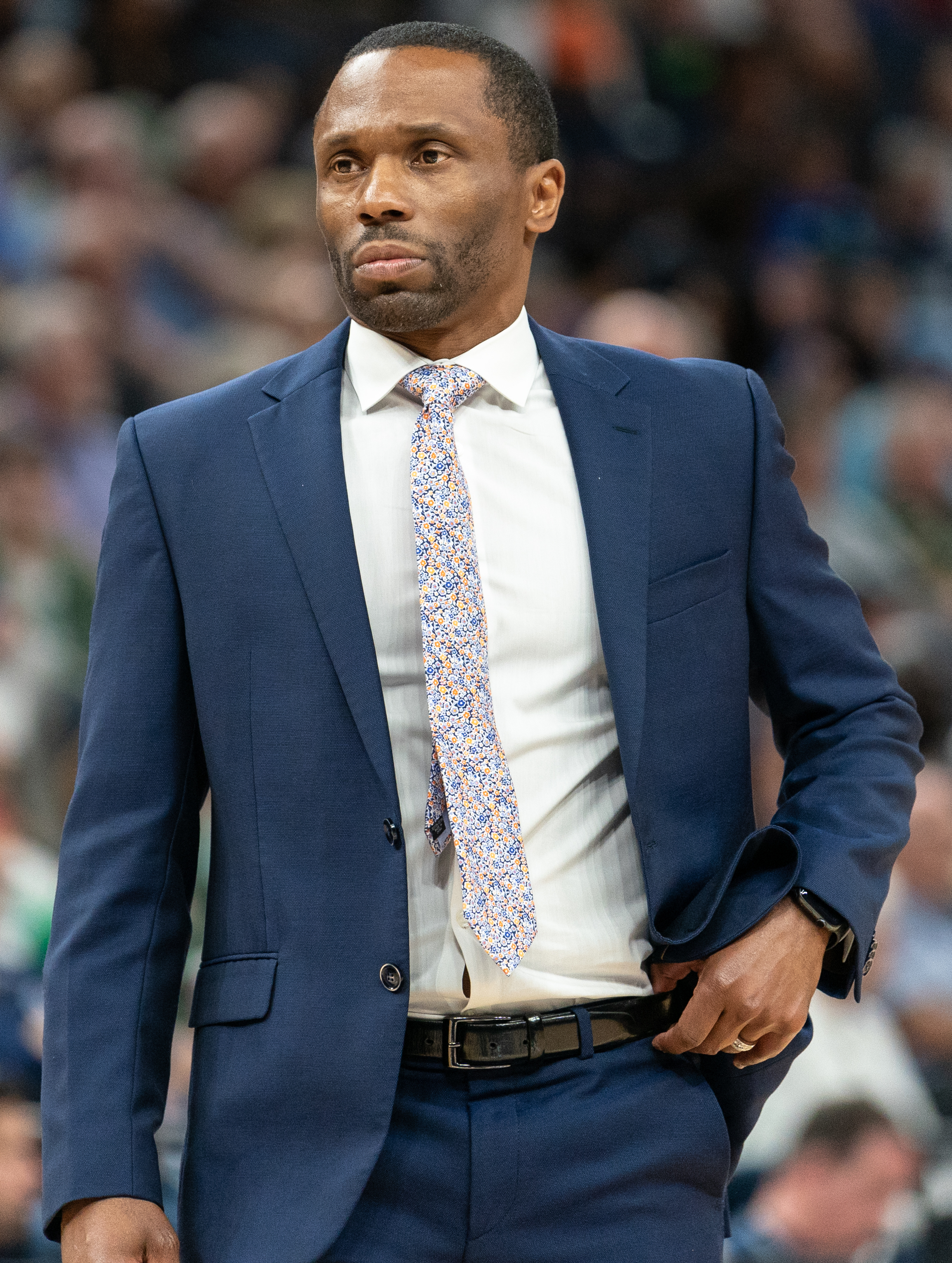
James Wade im Jahr 2019

James Earl Wade (* 15. August 1975 in Memphis) ist ein US-amerikanisch-französischer Basketballtrainer und ehemaliger -spieler.

## Werdegang

### Spieler
Wade spielte in seinem Heimatland Basketball auf Hochschulebene an der Middle Tennessee State University (1994/95), am Chattanooga State College (1995/96) sowie an der Kennesaw State University (1996 bis 1998). Der 1,74 Meter große Aufbauspieler, Spitzname Coco, stand ab 2001 in Diensten des französischen Vereins Cambrai, dort blieb er bis 2004.
Er spielte in der Saison 2004/05 erst bei CSK Samara in Russland und ab April 2005 beim Club Instituto Rosalia de Castro in der zweiten spanischen Liga. Er ging nach Samara zurück, wo auch seine Ehefrau Edwige Lawson-Wade, die er im Jahr 2003 geheiratet hatte, spielte. Erneut wechselte Wade im Laufe des Spieljahres nach Spanien, ab März 2006 stand er in Diensten von CB Santa Pola in der Liga EBA.
Im Herbst 2007 bestritt er drei Spiele für Usti Nad Labem in Tschechien. Am Jahresbeginn 2008 wechselte er zum belgischen Zweitligisten Nivelles. Zur Saison 2008/09 schloss sich Wade dem Verein Union Carquefou Sainte-Luce in der vierten französischen Liga an. Er blieb 2009/10 in dieser Spielklasse, war Spieler von Aurore de Vitré. In der Saison 2010/11 stand Wade in Diensten des französischen Drittligisten Golbey-Epinal. Zum Abschluss seiner Laufbahn war Wade, der die französische Staatsbürgerschaft besitzt, ebenfalls in Frankreich Spieler in Castelnau-le-Lez.

### Trainer
Im März 2013 wurde Wade als Assistenztrainer in seinem Heimatland Mitglied des Stabs der San Antonio Silver Stars in der WNBA. Anfang März 2017 wechselte er innerhalb der Liga von San Antonio zu den Minnesota Lynx, bei denen er ebenfalls als Assistenztrainer tätig wurde. Er arbeitete in den Spieljahren 2017 und 2018 in Minnesota und trug zum Gewinn des WNBA-Meistertitels 2017 bei. Im Vorfeld der 2019er Saison wurde er von Chicago Sky als Cheftrainer und Generalmanager eingestellt. Im Anschluss an das erste Jahr seiner Amtszeit als Chicagos Cheftrainer wurde Wade im September 2019 als Trainer des Jahres ausgezeichnet, nachdem er mit Sky 20 Siege und 14 Niederlagen verbucht hatte. 2021 führte er Chicago zum ersten WNBA-Meistertitel.
Außerhalb der WNBA-Spielzeiten arbeitete er von 2013 bis 2016 als Trainer in Frankreich: Anfang Oktober 2013 machte ihn Valéry Demory beim französischen Damen-Erstligisten Lattes-Montpellier zu seinem Co-Trainer. Wade übte dieses Amt bis 2016 aus und trug zu den französischen Meistertiteln 2014 und 2016 bei. Wade war bis April 2016 ebenfalls Jugendtrainer bei Lattes-Montpellier. 2017 wurde er Assistenztrainer des russischen Erstligisten UGMK Jekaterinburg. In diesem Amt gewann er mit Jekaterinburg 2018 und 2019 die Euroleague sowie 2018, 2019 und 2020 die russische Meisterschaft und 2018 den russischen Pokalwettbewerb.
Im Januar 2022 wurde er nebenberuflich Assistenztrainer der Damen-Basketballnationalmannschaft der Vereinigten Staaten. Wade verließ 2023 Chicago Sky und wechselte als Assistenztrainer zu den Toronto Raptors in die National Basketball Association (NBA).

### Persönliches
Wade ist seit 2003 mit der ehemaligen französischen Basketball-Nationalspielerin Edwige Lawson-Wade verheiratet. Nach Angaben seiner Ehefrau sah Wade 2001 ein Lichtbild der zu diesem Zeitpunkt in Valenciennes unter Vertrag stehenden Spielerin in der Basketball-Zeitschrift Maxi Basket und gab seinen Mannschaftskameraden gegenüber an, dass es sich bei der dort abgebildeten Spielerin um seine künftige Frau handele.
Wade ist ein Vetter des ehemaligen Basketballspielers Dwyane Wade und Patenonkel des Basketballspielers Jaylen Hoard.